# Мунафік
Мунафік (від араб. نفاق — лицемірство) — в ісламі лицемір, який, не бувши вірянином, видає себе за набожного мусульманина.

## Етимологія
Слово «мунафікун» походить від слова «нафіка». Це слово означає вхід до нори крота, який тварина тримає закритим, а входить і виходить через інший вихід — «касію». У випадку небезпеки, кріт відкриває «нафіку» і втікає через неї від своїх ворогів. За аналогією з цим словом, слово «ніфак» вживається стосовно людей, що входять до ісламу з одного боку, а виходять з нього з іншого.
Згадки про таких людей містяться у кількох аятах Корану (2: 1-20; 29: 10-11)